# BREATHE
BREATHE（ブリーズ）は、日本の男性ボーカルユニットである。2011年、シングル『合鍵 / White Lies』でデビュー。2016年に解散。2021年に再始動。

## 略歴

### 結成～デビュー
2010年に行われた「VOCAL BATTLE AUDITION 2」のファイナリスト、宮田、多田の2名で結成。
同オーディションで審査員を務めていた松尾潔が「潜在的に聴きたかった音楽を実際に世に送り出せる歌ぢからが二人の魅力」と彼らの才能を高く評価、サウンドプロデュースを手がけることとなる。BREATHE（ブリーズ）というユニット名は、息をする・呼吸するという意味で「歌うことと息をすることが同じ意味になる覚悟で歌い続けてほしい」という願いを込めて松尾が命名した。
ストリートライブ活動を経て、2011年12月21日、シングル『合鍵 / White Lies』でデビュー。

### 解散、ソロ活動へ
2016年4月29日、活動終了を発表し解散した。宮田はソロで歌手活動を継続、多田は引退する。
2018年より開催した「宮田悟志 CAFE&RESTAURANT TOUR 2018-2019」、2019年2月の公演にゲスト出演の多田と、BREATHEの楽曲を披露。
2019年8月28日リリースした宮田のミニアルバム『STAND！』の収録曲「When in fall」に多田がフィーチャリングとして参加 。同年に開催した「宮田悟志 LIVE TOUR 2019-2020「STAND！」に多田がスペシャルゲストとして出演。
2020年、TWO VOICE(宮田悟志×多田和也)と題し、2人にとって約4年ぶりにライブを開催した。

### 再始動
2021年3月24日、BREATHE再始動を発表。同年5月14日よりクラウドファンディングサイトCAMPFIREにて初のオリジナルアルバム制作プロジェクトの資金を募り、最終的には目標額150万円を上回る1582万5950円が集まった。同年11月22日、初のオリジナルアルバム『THE BREATHE』をリリース。

## メンバー
- 宮田悟志（みやた さとし）
- 多田和也（ただ かずや、1988年7月22日  - ）
  - 大阪府出身。身長170cm。血液型A型。
  - 専門学校ESPミュージカルアカデミー出身。

## 作品

### シングル
|                         | 発売日                  | タイトル                                    | 順位                    |
| rhythm zone（メジャー） | rhythm zone（メジャー） | rhythm zone（メジャー）                     | rhythm zone（メジャー） |
| ----------------------- | ----------------------- | ------------------------------------------- | ----------------------- |
| 1                       | 2011年12月21日          | 合鍵 / White Lies                           | 23位                    |
| 2                       | 2013年6月12日           | So High                                     | 16位                    |
| 3                       | 2013年11月13日          | Queen B/It's OK!!〜キミがいるから〜/Twinkle | 27位                    |
| 4                       | 2014年5月14日           | Tomorrows                                   | 12位                    |
| 5                       | 2014年7月30日           | Share Happiness                             | 18位                    |
| BREATHE（インディーズ） |                         |                                             |                         |
| 6                       | 2022年7月6日            | Free                                        |                         |

### 配信シングル
- Seasons（2023年12月6日）
- Sounds of love（2024年1月24日）
- 桜雨 (Cover)（2024年2月14日）
- Campus（2024年3月20日）
- 進め（2024年4月24日）
- Lose Control（2024年5月29日）

### 会場限定販売シングル
- Reason For Breathing（2014年）

### アルバム
- Lovers' Voices（2013年3月13日） - 8位
- THE BREATHE（2021年12月22日）[10]
- Lovers’ Voices Ⅱ（2024年6月12日）

### 映像作品
- BREATHE LIVE 2021〜再会〜TOKYO FINAL（2021年12月22日）
- BREATHE LIVE 2024 「THE BREATHE」〜伝えたい歌がここにある〜 at TOKYO FM HALL 2024.01.13（2024年6月）

## タイアップ
| 曲名                        | タイアップ                                                                   |
| --------------------------- | ---------------------------------------------------------------------------- |
| 合鍵                        | テレビ朝日系『FUTURE TRACKS→R』2011年11月度オープニング・トラック            |
| 合鍵                        | J:COM『つながるGO!GO!』2012年4月度エンディングテーマ                         |
| 君が好きで                  | BeeTVドラマ『君と僕との約束』主題歌                                          |
| この夜を止めてよ            | テレビ朝日系『BREAK OUT』2013年3月度オープニング・トラック                   |
| So High                     | 映画『サンゴレンジャー』主題歌                                               |
| Queen B                     | テレビ東京系ドラマ24『殺しの女王蜂』主題歌                                   |
| It's OK!!〜キミがいるから〜 | 東海テレビ系『黄金鯱伝説グランスピアー』エンディングテーマ                   |
| Twinkle                     | フジテレビ系『奇跡体験!アンビリバボー』2013年10月 - 12月度エンディングテーマ |
| Tomorrows                   | 2014年度さくらんぼテレビイメージソング                                       |
| 君と彼と僕と彼女と          | テレビ東京系アニメ『FAIRY TAIL』エンディングテーマ                           |
| Share Happiness             | 環境省Fun to Share 応援ソング                                                |
| Free                        | さくらんぼテレビ『ストレスFREEツアー』エンディングテーマ                     |

## 出演

### テレビ
- 週刊EXILE（2010年 - 2015年、TBS）
- FUTURE TRACKS→R（2011年、テレビ朝日）
- BREAK OUT（2012年 - 2015年、テレビ朝日）
- EXILE魂（2012年、MBS・TBS）
- つながるGO!GO!（2012年 - 2013年、J:COM）
- ドラマ24『殺しの女王蜂』第9話（2013年11月29日、テレビ東京系)

### ミュージックビデオ
- EXILE「Bloom」（2012年）

### ラジオ
- BREATHE PLEASE（2012年 - 2016年、bayfm）[13]

### 配信
- 漢部～真ノ男道～[14]（其ノ三：2014年12月19日[15]、其ノ六：2015年3月27日[16]、ニコニコ動画）
- REAL BREATHE PLEASE （2022年 - 、mahocast）

### その他
- ハイアール『一歩を踏み出す勇気』プロジェクト - 夢ナビゲーター・勇気プレゼンター（2014年）[17]